# 가시나들
《가시나들》은 MBC TV에서 방영된 텔레비전 프로그램이며 2019년 5월 19일부터 2019년 6월 9일까지 방영되었다. 4부작 파일럿 편성했으나, 정규 편성의 불발되었다.

## 기획 의도
다큐멘터리 영화 '칠곡 가시나들'의 후속작으로 인생은 진작 마스터했지만 한글을 모르는 할매들과 인생이 궁금한 20대 연예인들의 동고동락 프로젝트이다. '가시나들'은 '가장 시작하기 좋은 나이'라는 뜻이다.

## 방송 시간
| 방송 채널 | 방송 기간                        | 방송 시간 | 방송 시간                    | 비고           |
| --------- | -------------------------------- | --------- | ---------------------------- | -------------- |
| MBC TV    | 2019년 5월 19일 ~ 2019년 6월 9일 | 1부       | 매주 일요일 오후 6:45 ~ 7:20 | 파일럿 (4부작) |
| MBC TV    | 2019년 5월 19일 ~ 2019년 6월 9일 | 2부       | 매주 일요일 오후 7:20 ~ 7:50 | 파일럿 (4부작) |

## 출연자
- 문소리
- 육중완 (장미여관)
- 최유정 (위키미키)
- 수빈 (우주소녀)
- 우기 ((여자) 아이들)
- 이브 (이달의 소녀)
- 장동윤